# Aerides houlletiana
Aerides houlletiana är en orkidéart som beskrevs av Heinrich Gustav Reichenbach. Aerides houlletiana ingår i släktet Aerides och familjen orkidéer. Inga underarter finns listade i Catalogue of Life.

## Bildgalleri

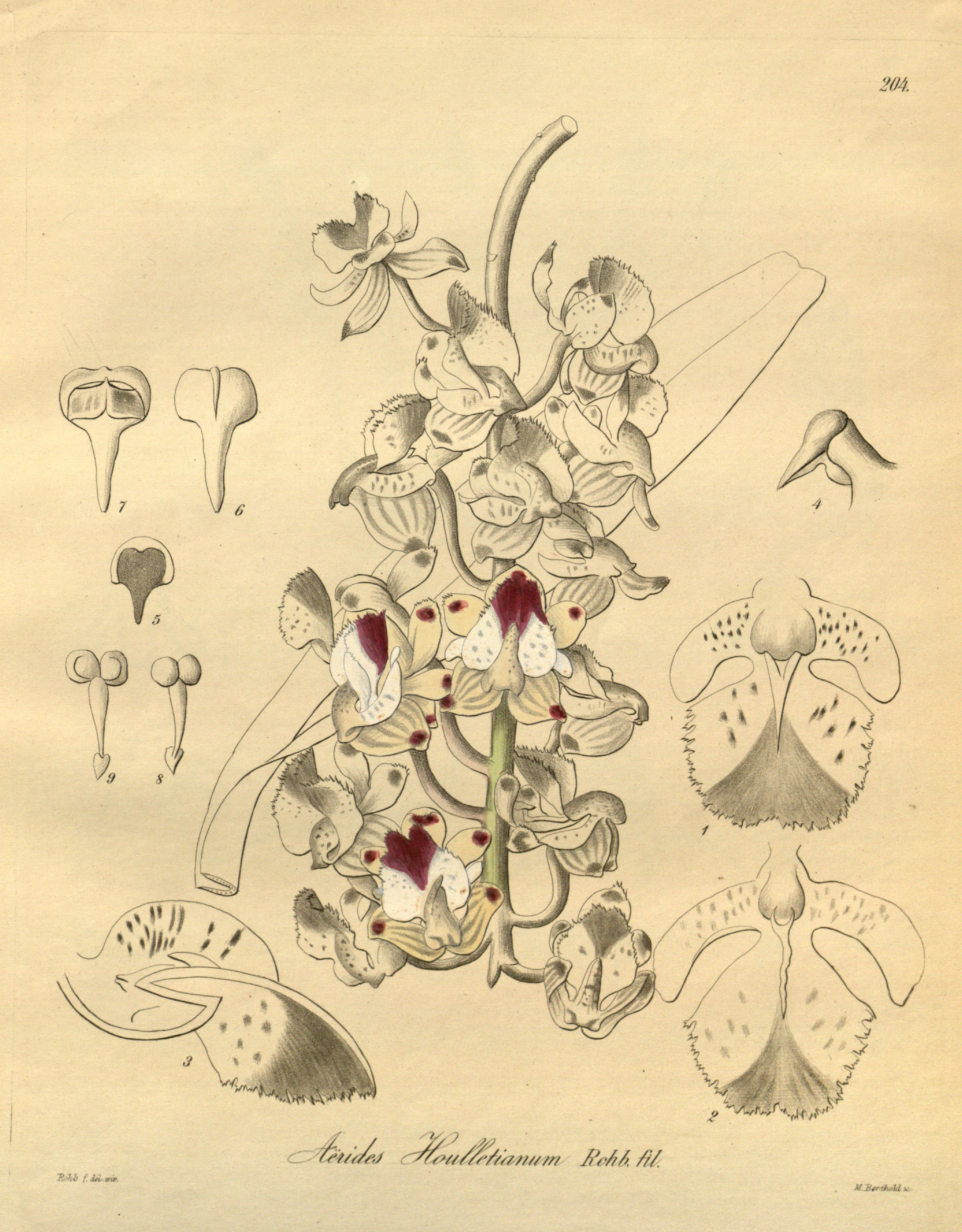